# كريستن أمبرو
كرستين فكتوريا أمبرو ساندبورغ (Kristin Viktoria Amparo Sundberg) من مواليد 1 ديسمبر 1983.هي مغنية سويدية شاركت في الموسم الأول من برنامج اكتشاف المواهب الغنائية ذا إكس فاكتور في نسخته السويدية.

## روابط خارجية
- كريستن أمبرو على موقع IMDb (الإنجليزية)
- كريستن أمبرو على موقع ميوزك برينز (الإنجليزية)
- كريستن أمبرو على موقع ديسكوغز (الإنجليزية)